# برنامه جمعه شب
برنامه شب جمعه (به انگلیسی: Friday Night Plan) فیلمی هندی محصول سال ۲۰۲۳ و به کارگردانی ویشال نیلاکانتان است. در این فیلم بازیگرانی همچون جوهی چاولا، بابی خان، آدیا آناند، نیناد کامات، ریا چودهاری، آدیتا جین و مدها رانا ایفای نقش کرده‌اند.
این فیلم از فیلم‌های کالت مثل مرخصی فریس بولر، پروژه ایکس و خیلی بد الهام گرفته و به آنها ادای احترام می‌کند